# 888
888（八百八十八、八八八、はっぴゃくはちじゅうはち）は、自然数または整数において、887の次で889の前の数である。

## 性質
- 888は合成数であり、約数は1, 2, 3, 4, 6, 8, 12, 24, 37, 74, 111, 148, 222, 296, 444, 888である。
  - 約数の和は2280。
  - 217番目の過剰数である。1つ前は882、次は894。
- 888から906まで合成数が19連続する。
  - 合成数の連続数がこれ以前の数を上回る数である。1つ前の17連続は524、次の21連続は1130。(オンライン整数列大辞典の数列 A008950) 1000以下では最大の連続数である。
- 98番目の回文数である。1つ前は878、次は898。
  - 1桁の数を除くと88番目の回文数である。
  - 8が3つ並ぶゾロ目である。1つ前は777、次は999。(オンライン整数列大辞典の数列 A014181)
  - 3つの回文数の積で表せる18番目の回文数である。1つ前は848、次は909。(オンライン整数列大辞典の数列 A078895)
例．888 = 2 × 4 × 111
- 1/888 ＝ 0.001126... (下線部は循環節で長さは3)
  - 逆数が循環小数になる数で循環節が3になる25番目の数である。1つ前は864、次は925。(オンライン整数列大辞典の数列 A069105)
- 198番目のハーシャッド数である。1つ前は882、次は900。
  - 24を基とする最小のハーシャッド数である。次は1896。また、3桁では唯一。
- 各位の平方和が192になる最小の数である。次は8088。(オンライン整数列大辞典の数列 A003132)
  - 各位の平方和が n になる最小の数である。1つ前の191は2599、次の193は1888。(オンライン整数列大辞典の数列 A055016)
- 888 = 22 + 102 + 282 = 22 + 202 + 222 = 42 + 142 + 262
  - 3つの平方数の和3通りで表せる126番目の数である。1つ前は884、次は898。(オンライン整数列大辞典の数列 A025323)
  - 異なる3つの平方数の和3通りで表せる104番目の数である。1つ前は884、次は931。(オンライン整数列大辞典の数列 A025341)
- n = 888 のとき n と n − 1 を並べた数を作ると素数になる。n と n − 1 を並べた数が素数になる97番目の数である。1つ前は882、次は894。(オンライン整数列大辞典の数列 A054211)
- 約数の和が888になる数は3個ある。(438, 803, 887) 約数の和3個で表せる23番目の数である。1つ前は882、次は896。
- 各位の和が24になる5番目の数である。1つ前は879、次は897。

## その他 888 に関連すること
- バーコード規格、EANの国コード888は、シンガポール。
- 888はキリスト教の概念の三位一体[要出典]。
- スリーエイトは、コンビニエンスストア。
- 朝鮮綾羅888 (ちょうせんるんらぱるぱるぱる)は、北朝鮮の貿易会社。
- 888は、アメリカで使われる着信課金サービス電話番号の1つ。通常は1-888-XXX-XXXX（Xは数字）とダイヤルされる。
- 888はローマ数字で表したとき最も文字数が多くなる3桁の数である。888→DCCCLXXXVIII であり12文字。
- 松本零士のSF漫画『銀河鉄道999』に登場する、銀河鉄道株式会社が保有する鉄道車両。公式設定ではアルデバラン環状線を走る特急888(スリー･エイト(Three Eight))号（別名:アルデバラード8号(Aldabarard No.8)）とされている。
- 大川橋蔵主演のテレビ時代劇『銭形平次』の放送回数は888回。
- ダンスダンスレボリューションには888 (読み:はちやそば) と言う曲が収録されている。
- スーパー銭湯などのロッカー番号で4と9を使用していない場合があり、そのときはこの888が3桁で最後の番号となる。
- 888pokerはオンラインポーカーサイト。
- Yoyofactory社製のヨーヨー
- 茶神888はローカルヒーローの一人である。
- パンチがあける4穴の通称。
- 7セグメントディスプレイでの表示で点対称な数である。
- Snapdragon 888 - クアルコムが設計したSoC。